# Deadwood (sèrie)
Deadwood és una sèrie de televisió americana de tipus western que es va emetre a la cadena de cable premium HBO del 21 de març de 2004 al 27 d'agost de 2006, abastant tres temporades de dotze episodis cadascuna, creada, produïda i gairebé enterament escrita per David Milch.
Deadwood va rebre elogis de la crítica, en particular pels escrits de Milch i la interpretació de McShane, i és àmpliament considerada com una de les millors sèries de televisió de tots els temps. També va guanyar vuit premis Emmy (en 28 nominacions) i un Globus d'Or. TV Guide la va classificar en el número 8 de la seva llista del 2013 de 60 programes que van ser "cancel·lats massa aviat", mentre que el Guionista d'Amèrica la va classificar en el número 32 de la seva llista de les 101 sèries de televisió millor escrites. La sèrie va ser produïda per Red Board Productions i Roscoe Productions en associació amb HBO i Paramount Network Television.
Després de diversos anys de debats i preproducció, Deadwood: The Movie va començar a rodar-se a l'octubre de 2018. La pel·lícula està ambientada deu anys després del final de la tercera temporada i es va estrenar a HBO el 31 de maig de 2019.

## Argument
Està ambientada en la dècada de 1870 a Deadwood (Dakota de Sud). La trama es desenvolupa abans i després de l'annexió de la zona pel Territori de Dakota. La sèrie es basa en personatges històrics, com Seth Bullock, Al Swearengen, Wild Bill Hickok, Jack McCall, Sol Star, Calamity Jane, Wyatt Earp, EB Farnum, Charlie Utter i George Hearst. La trama principal, al seu torn, també és històrica, encara que s'incorporen elements de ficció. En alguns dels casos els personatges són totalment ficticis, encara que poden haver-se basat en persones reals. Milch va utilitzar diaris i periòdics reals de residents de Deadwood de 1870 com a referència de personatges, esdeveniments i en general de l'aspecte visual de la sèrie. Deadwood va rebre gran aclamació crítica, va guanyar vuit premis Emmy (de 28 nominacions) i un Globus d'Or.
Encara que va haver plans inicials per concloure la sèrie amb dues pel·lícules, durant anys les negociacions no van arribar a bon terme. No obstant això, al 2015 es van reprendre les converses entre HBO i Milch, i al gener de 2016, HBO va donar llum verda a un guió que continuarà la història. A l'abril de 2017, Ian McShane confirmava que el guió havia estat completat, i la continuació de la sèrie era a les mans de HBO.
Des del seu debut, Deadwood va cridar l'atenció per la seva extensa blasfèmia. L'exactitud històrica i la intenció dramàtica del seu ús d'obscenitats han estat objecte de controvèrsia i debat. La paraula "merda" es diu 43 vegades durant la primera hora del programa. S'ha informat que la sèrie va tenir un total de 2.980 "merda" i una mitjana d'1,56 frases de "merda" per minut de metratge.